# Antoinette d’Amboise
Antoinette d’Amboise (* 1495; † 1552) war eine Tochter von Guy d’Amboise, Herr von Ravel, und Françoise Dauphine de l’Espinasse, und damit eine Nichte von Charles II. d’Amboise und Catherine d’Amboise.
Sie heiratete zwei Mal:
1. Jacques d’Amboise, Seigneur de Bussy et de Ravel, X 1515
2. (mit Ehevertrag vom 23. Oktober 1518) Antoine de La Rochefoucauld, Herr von Barbezieux, Seneschall von Guyenne, Gouverneur von Paris und Île-de-France, † 30. März 1537.
3. Louis de Luxembourg, Graf von Roussy, † 1571

Aus ihrer ersten Ehe hatte sie acht Kinder, darunter Marie de La Rochefoucauld, Äbtissin von Le Paraclet, die sich um François d’Amboise kümmerte, als dieser kam, um über Abälard zu recherchieren, bevor er sein Werk über ihn schrieb.
Antoinette d’Amboise selbst kümmerte sich um ihren Vetter Michel d’Amboise, den unehelichen Sohn ihres Onkels Charles II. d’Amboise, nachdem dieser von ihrer Tante Catherine aufgrund seiner Eskapaden verjagt worden war – um ihn wenig später auch wieder wegzuschicken. Mit dem Tod ihrer Tante 1549 erbte sie das gesamte Vermögen des Hauses Amboise (Meillant, Chaumont-sur-Loire, Lignières, Le Pondix, Charenton, Ravel, Chandeuil, Thévé, Rezay, Jaligny, Vendeuvre, Saint-Ilpize, Meymont, Enuzat, Vaulx, Limaigne d’Auvergne etc.), das mit ihrem Tod an das Haus La Rochefoucauld weitergegeben wurde.
Ihre Kinder aus der zweiten Ehe sind:
- Gilbert (* 1519; † 1544 Lyon bei der Rückkehr von der Schlacht von Ceresole (11. April 1544)), Seigneur de Barbezieux, 10. Mai 1539 Großseneschall von Guyenne
- Charles (* 1520; † 15. Juni 1583), Seigneur de Barbezieux, de Linières, de Meillant, de Preuilly, de Charenton, et de Blanc en Berry, Generalleutnant; ⚭ (Ehevertrag 1. Dezember 1545) Françoise Chabot, testiert 12. Oktober 1605, Tochter von Philippe Chabot, Comte de Charny et de Buzançais, und Françoise de Longwy
- Antoine (II.), Seigneur de Chaumont-sur-Loire, Chambellan du Roi; ⚭ 7. Oktober 1552 Cécile de Montmirail, Tochter von Étienne de Montmirail, Seigneur de Chambourcy, Maître des requêtes, und Louise de Selves
- François, Vicomte de Ravel et de Rascel; ⚭ 1560 Éléonore de Vienne (* 24. Oktober 1541), Tochter von François de Vienne, Seigneur de Ruffey, und Guillemette de Luxembourg-Brienne
- Catherine (* wohl 1528; † 1577), Dame de Jaligny; ⚭ (1) 17. September 1545 Charles de Chabannes, Seigneur de La Palice, X 1552 (Haus Chabannes; ⚭ (2) 1559 René du Puy du Fou, Seigneur de Combronde etc., 1562 bezeugt; ⚭ (3) Charles Rouault, Seigneur de Landeau
- Marguerite († nach 1589), Dame de Barbezieux; ⚭ (1) Pierre du Puy du Fou, Seigneur de Vertan; ⚭ (2) 7. Mai 1564 Claude de Bourbon, Baron und 1578 Comte de Busset († 1588 vor 11. Mai)
- Bénédicte und Antoinette, Nonnen in Autun

Siehe auch: Haus Amboise

### Weblink
- Étienne Pattou, Maison de La Rochefoucauld, S. 6 und S. 16 (online, abgerufen am 23. April 2020)

| Personendaten    | Personendaten          |
| ---------------- | ---------------------- |
| NAME             | Amboise, Antoinette d’ |
| KURZBESCHREIBUNG | französische Adlige    |
| GEBURTSDATUM     | 1495                   |
| STERBEDATUM      | 1552                   |